# Faculté de psychologie (UNAM)

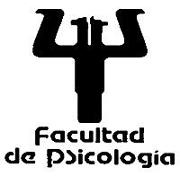
Logo Psicología UNAM

La Faculté de psychologie de l’Université nationale autonome du Mexique (UNAM) est la faculté chargée de l’éducation et investigation en psychologie. Par son niveau et qualité en investigation la faculté de Psychologie est considéré une des meilleures facultés en Amérique Latine.

## Enseignement et Investigation

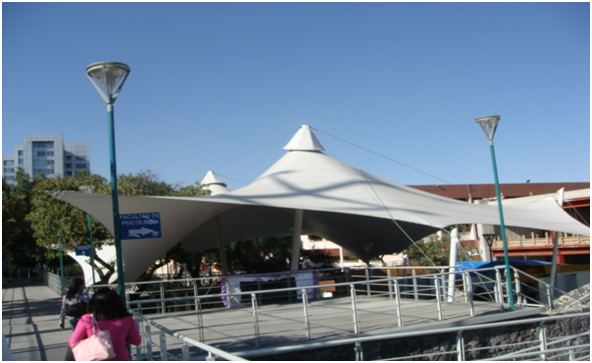
Faculté de Psychologie.

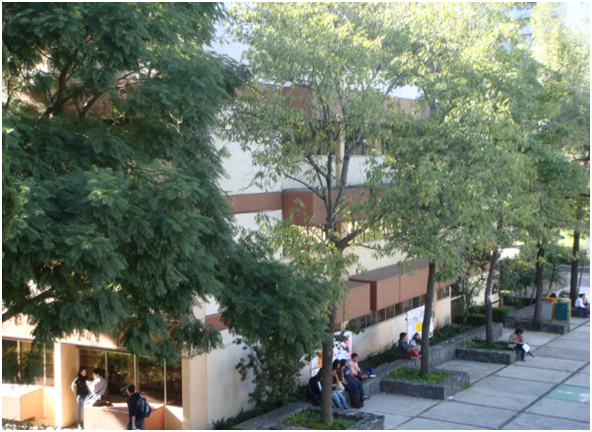
Bâtiment B Psychologie 2.

Cette faculté a un programme de licence ; au niveau Maître, coordonne le Programme Unique de Spécialités en Psychologie (PUEP) et coordonne le Programme de Maîtrise et Maître en Psychologie de l’UNAM - dans lequel participent également l'Institut de Recherches Sociaux, l’Institut de Neurobiologie, l’Institut National de Psychiatrie Ramón de la Fuente Muñiz, la Faculté d'Études Supérieures Iztacala et la Faculté d'Études Supérieures Zaragoza -. 
Dans ce niveau[Lequel ?], la faculté participe aux programmes de Maître de la UNAM : Programme de Maîtrise en Sciences, Programme de Maîtrise en Enseignement pour l'Éducation Moyenne Supérieure - MADEMS -, et le Programme de Maîtrise et Maîtres en Sciences Médicaux, Odontologie et de la Santé.

## Installation
- Bâtiment A, B, C, D et E dans le campus centrale de l’université au Sud de la ville de Mexico entre les rues Av. Universidad et Av. de los Insurgentes Sur.
- Bibliothèque
- CEDOC. Centré de Documentation Dr Rogelio Diaz Guerrero
- Centre de Loisir